# Chiesa di San Michele Arcangelo (Valdobbiadene)
La chiesa di San Michele Arcangelo è un edificio religioso sito a Bigolino, frazione del comune di Valdobbiadene, in Veneto. Riedificata al posto dell'originale, citata per la prima volta nel 1297 e più volte restaurata, l'attuale chiesa risale alla seconda metà del XIX secolo; danneggiata gravemente sul finire della prima guerra mondiale, venne parzialmente ricostruita e riconsacrata nel 1926. Chiesa parrocchiale intitolata a san Michele Arcangelo, benché sia situata in provincia di Treviso, è parte della diocesi di Padova, più precisamente del vicariato di Quero-Valdobbiadene.

## Storia
Le prime notizie certe della presenza di una chiesa nell'abitato di Bigolino si ricavano dalla decima papale del 1297, che censisce la Ecclesia S. Michaelis de Bigolino assieme alla Ecclesia S. Margharitae de Bigolino (quest'ultima nell'estimo papale dell'inizio del Trecento non verrà più nominata e si presume sia quella nella borgata Villanova, dapprima sotto la curazia bigolinese). La chiesa di San Michele Arcangelo viene descritta come sussidiaria della pieve di Valdobbiadene, successivamente assorbita dalla chiesa madre e retta da un presbitero, tal Traverso.. Questa stessa continua poi a essere citata nelle visite pastorali dal 1575.
L'edificio originale resistette nei secoli successivi fino alla prima parte dell'Ottocento quando, per iniziativa dell'allora don Lodovoco Simonetti, essendo oramai troppo angusto per accogliere l'aumentata qualità di fedeli alle funzioni religiose, si decise di avviare la costruzione di una nuova e più ampia chiesa. Dopo averlo pianificato fin dal 1829, le fondamenta vennero gettate oltre vent'anni più tardi, nel 1855, alla presenza del nuovo parroco don Fantin, e l'edificio completato fino al tetto nel 1868. nel frattempo il campanile venne danneggiato da un fulmine e ricostruito dal 1750.
Come conseguenza della ritirata dopo la battaglia di Caporetto, intenti ad arginare l'avanzata austriaca la chiesa fu più volte colpita dall'artiglieria del Regio Esercito dal monte Grappa e dal Montello rendendola inagibile. Date le condizioni dell'edificio si decise ancora una volta di ricostruire, campanile compreso, dal 1923.